# Laranjeiras (Rio de Janeiro)
Laranjeiras je, uglavnom, rezidencijalna četvrt u južnoj zoni Rio de Janeira. Budući da je osnovan još u 17. stoljeću, ovo je jedna od najstarijih četvrti u gradu. Čertvrt se nalazi u dolini rijeke Carioca, pa je imala ime dolina Carioce.
Od značajnijih objekata, u Laranjeiras se nalaze Palasio Guanabara - sjedište vlade, Palasio Laranjeiras, sjedište nogometnog kluba Fluminense i njegov stadion Laranjeiras, kao i park Guinle.
Laranžerajs ima direktnu vezu s četvrti Cosme Velho.
Glavne ulice u četvrti su:
- Rua das Laranjeiras
- Rua Conde de Baependi
- Rua Pinheiro Machado
- Rua General Glicério
- Rua Pereira da Silva
- Rua Alice
- Rua São Salvador
- Rua Gago Coutinho
- Rua Mário Portela
- Rua Ipiranga
- Rua Sebastião de Lacerda
- Rua Pires Ferreira
- Rua Cardoso Júnior
- Rua Belisário Távora
- Praça São Salvador

## Vanjske poveznice
- O Laranjeirasu  Arhivirana inačica izvorne stranice od 11. ožujka 2007. (Wayback Machine)